# Orange City (Floride)
Pour les articles homonymes, voir Orange City.
Orange City est une ville dans l’État de Floride, aux États-Unis.

## Démographie
| 1900 | 1910 | 1920 | 1930 | 1940 | 1950 |
| ---- | ---- | ---- | ---- | ---- | ---- |
| 365  | 490  | 497  | 572  | 489  | 797  |

| 1960  | 1970  | 1980  | 1990  | 2000  | 2010   |
| ----- | ----- | ----- | ----- | ----- | ------ |
| 1 598 | 1 777 | 2 795 | 5 347 | 6 604 | 10 599 |

## Source
- (en) Cet article est partiellement ou en totalité issu de l’article de Wikipédia en anglais intitulé « Orange City, Florida » (voir la liste des auteurs).